# Shahrestān-e Torbat-e Ḩeydarīyeh
Shahrestān-e Torbat-e Ḩeydarīyeh (persiska: شهرستان تربت حيدريه, تربت حيدريه) är en delprovins (shahrestan) i Iran.   Den ligger i provinsen Razavikhorasan, i den nordöstra delen av landet, 700 km öster om huvudstaden Teheran.
Delprovinsen hade 224 626 invånare 2016.